# Lijst van accordeonconcerten
Dit is een lijst van accordeonconcerten, alfabetisch geordend per componist.

## A
- Alain Abbott (1938)
  - Concertinetto romantique (1970/74)
  - Concerto n° 1 - Musique de concert pour accordéon et orchestre à cordes (1972)
  - Concerto n° 2 (1979)
  - Concerto n° 3 (1987)
  - Concerto n° 4 pour la main droite (2001)
- Kalevi Aho (1949)
  - Accordion Concerto (for 20 strings and bassoon) (2015/16)
- Tauno Aints (1975)
  - Concerto (2020) opgedragen aan Mikk Langeproon
- Timo Alakotila (1959)
  - Concerto for accordion (2009) opgedragen aan Johanna Juhola
- Magnar Åm (1952)
  - krepsens omvending (2010) opgedragen aan Geir Draugsvoll
  - ein pust til elden i oss (2016) opgedragen aan Geir Draugsvoll
- Chengbi An (1967)
  - Réflexion sonore (2003) opgedragen aan Pascal Contet
- Gerhard Anders-Strehmel (1909-1991)
  - Konzert in einem Satz für Akkordeon und Orchester
- Jurriaan Andriessen (1925-1996)
  - Les branles gaulois, dansensuite voor accordeon en orkest (1978)
- Franck Angelis
  - Impasse for accordion and string orchestra (original solo composed 2003, orchestrated 2015, first time in Concerto version in 2016)
- Lijst van accordeonconcerten op YouTube
- Georges Aperghis (1945)
  - Concerto für Akkordeon und Orchester (2016) opgedragen aan Teodoro Anzellotti
- Lijst van accordeonconcerten op YouTube
- Yves Apparailly (1936)
  - Concerto
- Andy Arcari (1907-1994)
  - Concerto in D minor (1941)
- Violet Archer (1913-2000)
  - Pensieroso for Classical Accordion and Orchestra (1992/93) opgedragen aan Antonio Peruch
- Juan Arroyo (1981)
  - Concerto (2007)opgedragen aan Damien Paradisi
- Alexander Atarov (1949)
  - Introduction, Choral and Final for accordion and orchestra opgedragen aan Franko Božac

## B
- Feliksas Bajoras (1934)
  - Promise (2007) opgedragen aan Raimondas Sviackevičius
- Jon Balke (1955)
  - Kitsune (2006) opgedragen aan Frode Haltli
- Gyula Bánkövi (1966) 
  - Accord(ion) Concerto (2002) opgedragen aan László Ernyei
- Lijst van accordeonconcerten op YouTube
- Jan Zdeněk Bartoš (1908 - 1981)
  - Concerto for accordion and string orchestra op. 37 (1958)
- Jaromír Bažant (1926 – 2009)
  - Capriccio for accordion and orchestra op. 20 (1966)
  - Concertino for accordion and orchestra op. 15 (1962)
- Lijst van accordeonconcerten op YouTube
- Sally Beamish (1956)
  - The Singing - concerto for accordion and orchestra (2006) opgedragen aan James Crabb
- Jean-Philippe Bec (1968)
  - Illuminations (2006) opgedragen aan Jean-Marc Fabiano
- Giacomo Bellucci (1928)
  - Folksuite (1991)
- Niels Viggo Bentzon (1919 - 2000)
  - Koncert for accordeon og orkester op. 146 (1963)
- Sergej Berinsky (1946-1998)
  - Symphony no. 3 "...and the sky is darkened" (Apocalypse, Chapter 6) for bayan and symphony orchestra (1993) opgedragen aan Friedrich Lips
- Lijst van accordeonconcerten op YouTube
- Antoine Beuger (1955)
  - fourth music for marcia hafif für Akkordeon solo und Orchester (1998) opgedragen aan Klaudiusz Baran
- Bernard van Beurden (1933-2016)
  - Concerto voor accordeon en orkest (1976)
- Gustavo Beytelmann (1945)
  - 3 Movimentos concertantes opgedragen aan Max Bonnay
- Claudio Bilucaglia (1946)
  - Penelope (1988)opgedragen aan Corrado Rojac
- Ivano Biscardi
  - Accordion Concerto (2018)
- Lijst van accordeonconcerten op YouTube
- Rune Björkman (1923 - 1976)
  - Polkaetyd (1973)
- Enrico Blatti (1969)
  - Zenith - Concerto per Accordion e Orchestra (2014)
- Lijst van accordeonconcerten op YouTube
- Marcin Błażewicz (1953)
  - Concerto for Accordion and String Orchestra (2012)
- Lijst van accordeonconcerten op YouTube
- Davor Bobić (1968)
  - Eshaton (2002)
- Lijst van accordeonconcerten op YouTube
- Edward Bogusławski (1940-2003)
  - Concerto per accordeono, batteria e archi (1985)
- Dietmar Bonnen (1958)
  - Die Nachtwache, concert for accordion and string orchestra (1988)
- Marcin Bortnowski (1972)
  - Concerto for Accordion and Chamber Orchestra (1996) opgedragen aan Piotr Dziubek
  - And night will be no more (2010) opgedragen aan Klaudiusz Baran
- Željko Brkanović (1937)
  - Diptych for accordion and orchestra (2006) opgedragen aan Vitalij Muntjan
- Lijst van accordeonconcerten op YouTube
- Mikhail Bronner (1952)
  - Passions by Juda for bayan and chamber orchestra (1998) opgedragen aan Friedrich Lips
- František Brož (1896 - 1962)
  - Chromatické variace (Chromatic Variations) (1956)
- Werner Brüggeman (1936-1997)
  - Rhapsodie Concertant für Soloakkordeon und Kammerorchester
- Peter Bruun (1968)
  - Spejlbølger (Waves of reflection) (2000)
- Algirdas Bružas (1960)
  - Concerto for accordion and chamber orchestra
- Lijst van accordeonconcerten op YouTube
- Walter Buczynski (1933)
  - Fantasy on Themes from the past (1980) opgedragen aan Joseph Macerollo
- Lijst van accordeonconcerten op YouTube
- Emil František Burian (1904-1959)
  - Concerto for Accordion and Orchestra (1949)
- Patrick Busseuil (1956)
  - 6 Nocturnes
  - Concerto pour accordéon

## C
- Charles Camilleri (1931-2009)
  - Accordion Concerto (1968)
- Lijst van accordeonconcerten op YouTube
- Bernard Cavanna (1951)
  - Statico e tango (accordion version) (2001)
  - Lento e semplice y tango (2004) opgedragen aan Pascal Contet
  - Karl Koop Konzert, Comédie sociale, populaire et réaliste pour accordéon et orchestre (2007/08) opgedragen aan Pascal Contet
- Lijst van accordeonconcerten op YouTube
- Nikolai Chaikin (1915-2000)
  - Concerto for Bayan (Chromatic Accordion) and Orchestra (1952)
- Lijst van accordeonconcerten op YouTube
  - Concerto no. 2 (1972)
- Lucia Chuťková (1984)
  - Concerto for accordion and string orchestra (2011)
- Diego Conti
  - Le insidie di Tschai (2008) opgedragen aan Claudio Jacomucci
- Carmine Coppola (1910-1991)
  - Concerto for Accordion and Orchestra (1973)
- Henry Cowell (1897-1965)
  - Concerto Brevis (1960)
- Lyell Cresswell (1944)
  - Dragspil (1995) opgedragen aan James Crabb
- Paul Creston (1906-1985)
  - Concerto for accordion and orchestra op. 75 (1960) opgedragen aan Carmen Carrozza
- Lijst van accordeonconcerten op YouTube
  - Fantasy for accordion and orchestra, Op. 85 (1964)
- Timo von Creutlein (1947)
  - Konsertto (1977)
- Brian Current (1972)
  - Concerto for accordion and orchestra (2008) opgedragen aan Joseph Petric

## D
- Christian Dachez (1951)
  - Concerto "Rouge et Ocre" (2012)
- Fridolin Dallinger (1933)
  - Konzert - für Akkordeon, Streichorchester und Schlagzeug (1983) opgedragen aan Alfred Melichar
- Dirk D'Ase (1960)
  - Akkordeonkonzert für Akkordeon und Streichorchester (1993) opgedragen Phillippe Thuriot
- Omar Daniel (1960)
  - Murder ballads concerto for accordion and orchestra (1996/97) opgedragen aan Joseph Petric
- Gary Daverne (1939)
  - Rhapsody for accordion and orchestra (1987)
- Lijst van accordeonconcerten op YouTube
  - 2nd Rhapsody for Accordion and Orchestra
- Lijst van accordeonconcerten op YouTube
- Brett Dean (1961)
  - The Players (2018/19)
- Krzesimir Dębski (1953)
  - Musicophilia for accordion and string orchestra (2012)
- Lijst van accordeonconcerten op YouTube
- Johannes Degen (1910 - 1989)
  - Anataxis: konzert op. 71 (1987)
  - Bajànka: diverbo op. 77
- Robert Denhof (1945)
  - Concertino für Bajan/Akkordeon und Streichquartett oder Streichorchester op. 139 (2012)
- Eugeny Derbenko (1949)
  - Concert Variations on a Russian theme
- Lijst van accordeonconcerten op YouTube
- Pietro Deiro (1888-1950)
  - Concerto in E (1946)
- Lijst van accordeonconcerten op YouTube
- Igor Dibák (1947)
  - Koncert pre akordeón a orchester op. 62 (1999)
- Jan van Dijk (1918-2016)
  - Concertino op. 283 (1960)
- Viktor Dikusarov (1932)
  - Concert No. 1 in C sharp minor for Bayan (Accordion) and Orchestra
  - Concert No. 2 in F sharp minor for Bayan (Accordion) and Orchestra
- Branko Djordjevic (1979)
  - Accordion Concerto No. 1 (2010)
- Lijst van accordeonconcerten op YouTube
- Henry Doktorski (1956)
  - Four Polish Carols for accordion and strings
- Lijst van accordeonconcerten op YouTube
- Samuel Dolin (1917-2002)
  - Concerto for free bass accordion and orchestra (1984)
- Lazar Đorđević (1992)
  - Memoria in Aeterna (Concerto for Accordion and Orchestra) (2017)
- Lijst van accordeonconcerten op YouTube
- Jonathan Dove (1959)
  - Accordion concerto (2019)
- Bogdan Dowlasz (1949)
  - Concerto for accordion and orchestra
- Kaja Draksler (1987)
  - Orfej in Evridika/Orpheus und Eurydice concerto for accordion & orchestra (2007) opgedragen aan Janez Dovč
- Pierre Max Dubois (1930-1995)
  - Concerto no. 1 (1973)
- Richard Dubugnon (1968)
  - Mikroncerto II, op.26 for accordion, snare drum & orchestra (2000) opgedragen aan Pascal Contet
- Lijst van accordeonconcerten op YouTube
- Grzegorz Duchnowski (1971)
  - Radianty (2006)

## E
- Benjamin Ellin
  - Blaze, Concerto for Solo Accordion and String Orchestra in three distinct sections (2012) opgedragen aan Pascal Contet
- Gabriel Erkoreka (1969)
  - Akorda (1998/99) opgedragen aan Iñaki Alberdi
- Lijst van accordeonconcerten op YouTube
- Ursula Euteneuer-Rohrer (1953)
  - Konzert (1983)
  - Klangschattengewächse (2006) opgedragen aan Myriam Rohrer

## F
- Markus Fagerudd (1961)
  - D'n'A for accordion and orchestra (2007) opgedragen aan Veli Kujala
- Christos Farmakis
  - Satyr (version 3) (2012)
- Jindřich Feld (1925-2007)
  - Concerto (1975)
- Guy Olivier Ferla (1964)
  - Cirrus (2000)
- Lijst van accordeonconcerten op YouTube
- George Fiala (1922-2017)
  - Sinfonietta Concertante, accordion, harpsichord and strings (1971)
- Petr Fiala (1943)
  - Concerto pour accordéon et orchestre
  - Sinfonietta concertante (1971)
- Leon Firšt (1994)
  - Concertino for accordion and strings (2015) opgedragen aan Andraž Frece
- Lijst van accordeonconcerten op YouTube
- Bjørn Fongaard (1919-1980)
  - Concerto for Accordion and Orchestra, op. 143 No 3 (1977)
- Jacqueline Fontyn (1930)
  - Vent d'est, concert voor accordeon en strijkers (1995) opgedragen aan Daniel Gruselle
- Malcolm Forsyth (1936-2011)
  - Concerto (1998/99)
- Jean Françaix (1912-1997)
  - Concert pour Accordéon et Orchestre (1993)
- Lijst van accordeonconcerten op YouTube
- John Franceschina
  - Concerto for Accordion and Orchestra (1985)
- Ivar Frounberg (1950)
  - A Dirge: Other Echoes inhabit the Garden (1988) for small orchestra and accordeon solo, opgedragen aan Geir Draugsvoll
- Daniel Fueter (1949)
  - Ballade for accordion solo and string orchestra (2012) opgedragen aan Srdjan Vukasinovic
- Lijst van accordeonconcerten op YouTube

## G
- Jozef Gahér (1934)
  - Concert for accordion and orchestra (1996)
- Anthony Galla-Rini (1904-2006)
  - Concerto No. 1 in G Minor (1941)
- Lijst van accordeonconcerten op YouTube
  - Concerto No. 2 in e minor (1976) (first complete performance on April 6, 2003 by Stas Venglevski. Anthony Galla-Rini, at the age of ninety-nine, attended the performance)
- Richard Galliano (1950)
  - Opale Concerto (1994)
- Lijst van accordeonconcerten op YouTube
  - Jeux de l’âme, concerto pour accordéon, percussions et orchestre à cordes (création parisienne)
- Lijst van accordeonconcerten op YouTube
- Lucio Garau (1959)
  - Accordion Concerto op.44 (2004) opgedragen aan Claudio Jacomucci
- Ulrich Gasser (1950)
  - Fries der Lauschenden (1992)
- Aydar Gaynullin
  - Concerto for Accordion and Orchestra (2019)
- Lijst van accordeonconcerten op YouTube
- Allan Gilliland (1965)
  - Concerto for Accordion and String Orchestra (2004) opgedragen aan Antonio Peruch
- Sofia Goebaidoelina (1931)
  - Sieben Worte voor cello, bayan, en strijkers (1982)
- Lijst van accordeonconcerten op YouTube
  - Under the Sign of Scorpio, Variations on 6 Hexachords, bayan en groot orkest (2003) opgedragen aan Friedrich Lips
- Lijst van accordeonconcerten op YouTube
  - Bayan concerto “Fachwerk" (2009) opgedragen aan Geir Draugsvoll
- Lijst van accordeonconcerten op YouTube
- Gil Goldstein (1950)
  - A world accordion (2014)
- Lijst van accordeonconcerten op YouTube
- Denis Gougeon (1951)
  - En Accordéon, Concerto for Accordion (2016)
- Lijst van accordeonconcerten op YouTube
- Renato Grisoni (1922-2012)
  - Capriccio op. 34 n. 3 per fisarmonica e orchestra (1988)
  - Concerto enigmatico (1990)
- Cor de Groot (1914-1993)
  - Les chatons de Paris pour accordéon-solo et orchestre à cordes (1978)
- Anders Grøthe (1944)
  - Romanse og rondo for akkordeon og strykeorkester (1973)
- Ingomar Gruenauer (1938)
  - Palermo-Musik für Akkordeon und Orchester (2001)
- Joan Guinjoan (1931)
  - Suite para acordéon y orquesta (2013) opgedragen aan Iñaki Alberdi

## H
- Sampo Haapamäki (1979)
  - Velinikka concerto for quarter-tone accordion (2008) opgedragen aan Veli Kujala
- Lijst van accordeonconcerten op YouTube
- Pius Haefliger (1961)
  - Chroma (2001)
- Bengt Hambraeus (1928-2000)
  - Concerto (1990)
- Roy Harris (1898-1979)
  - Theme and Variations for Solo Accordion and Orchestra (1947)
- Juraj Hatrík (1941)
  - Choral Fantasia for Accordion and Chamber Orchestra (1975)
- Gorka Hermosa (1976)
  - Neotango Concerto” for accordion and string orchestra (2015)
- Lijst van accordeonconcerten op YouTube
  - Gernika, 26/4/1937 for accordion and string orchestra (1994/2015)
- Lijst van accordeonconcerten op YouTube
  - Four dances from Iberia” for accordion and string orchestra (2016)
- Lijst van accordeonconcerten op YouTube
  - Atlantia for Accordion and Symphonic orchestra (2017)
- Lijst van accordeonconcerten op YouTube
  - Dwarves Tales for accordion and string orchestra (2020)
- Hugo Herrmann (1896-1967)
  - Konzert für Akkordeon und Orchester (1940/41) opgedragen aan Aladar Krikkay
  - 2. Konzert für Akkordeon und Orchester (1948/49)
- Manuel Hidalgo (1953)
  - Gran Nada für Akkordeon und Streicher (1993) opgedragen aan Teodoro Anzellotti
- Lijst van accordeonconcerten op YouTube
  - Introduktion und Fuge nach der Hammerklaviersonate von L. van Beethoven (2005) opgedragen aan Teodoro Anzellotti
- Lijst van accordeonconcerten op YouTube
- Rolf Hind (1964)
  - The Tiniest House of Time, for accordion and orchestra (2015) opgedragen aan James Crabb
- Stefan Hippe (1966)
  - Tumulus - nachts für Akkordeon solo und Streichorchester (2006)
- James Hiscott (1948)
  - Manimasii aura variations on "Manimasii" (2007) opgedragen aan Simeonie Keenainak
- Emil Hlobil (1901-1987)
  - Concerto for accordion and orchestra, Op. 54 (1973)
- Theodor Hlouschek (1923-2010)
  - Kleines Konzert für Soloakkordeon und Zupf- oder Streichorchester(1950)
- Peter Hoch (1937) 
  - Konzertante Musik in 3 Sätzen (Akkordeonkonzert) für Akkordeon solo und symphonisches Orchester (1959)
  - Spheres (1965)
- Adriana Hölszky
  - High Way (1999) opgedragen aan Stefan Hussong
- John Holvast (1942)
  - Concert voor accordeon en orkest (1972)
- Edward Hosharian (1940-1990) & Nick Ariondo
  - Accordion Concerto in G minor
- Lijst van accordeonconcerten op YouTube
- Toshio Hosokawa (1955)
  - Hajah, for two small orchestral groups with accordion solo (1984) opgedragen aan Mie Miki
  - Extasis (Voyage IV) (2000) opgedragen aan Stefan Hussong
- Lijst van accordeonconcerten op YouTube
- Alan Hovhaness (1911-2000)
  - Concerto for accordion & orchestra op. 174 (1959)
- Veikko Huuskonen (1930)
  - Baltic Concerto (1978)
  - Concerto ala dance (1986)
  - Kukkolankosken kuohuja (version 2)
  - Montanas el Luna, Tango concertante ala Argentina (1987)
  - Revontulet (2006)

## I
- Michele Ignelzi
  - Concerto for accordion and string orchestra (2015)
- Lijst van accordeonconcerten op YouTube
- Jevgenij Iršai (1951)
  - Mnemiranet (2014)
- Lijst van accordeonconcerten op YouTube

## J
- Maciej Jabłoński (1976)
  - Deadline for accordion and electroacoustic layer (2012)
- Gordon Jacob (1895-1984)
  - Concerto for Accordion (1972) opgedragen aan John Gould
- Wolfgang Jacobi (1894-1972)
  - Serenade und Allegro, Concertino für Akkordeon und Streich- oder Akkordeonorchester (1958)
- Lijst van accordeonconcerten op YouTube
  - Impromptu für Akkordeon und Kammer- oder Akkordeonorchester (1968/69)
- Lijst van accordeonconcerten op YouTube
- Krzysztof Aleksander Janczak (1983)
  - Travels Into Several Remote Nations of the World - Part 1: Voyage to Liliput for accordion and orchestra (2007)
- Igor Jankowski (1983)
  - Concerto for accordion and symphony Orchestra (2012)
- Alfred Janson (1937)
  - Mellomspill (1985)
- Michael Jarell
  - Epigraphe (2003) opgedragen aan Teodoro Anzellotti
- Dobromiła Jaskot (1981)
  - Potholes of heaven for accordion and orchestra (2001)
- Romualds Jermaks (1931)
  - Concerto (2013)
- Willem Jeths (1959)
  - Accordion Concerto: for accordion, string orchestra and percussion (2019) opgedragen aan Vincent van Amsterdam
- Lijst van accordeonconcerten op YouTube
- Lauri Jõeleht (1974)
  - Concerto for Accordion and String Orchestra (2013)
- Lijst van accordeonconcerten op YouTube
- David Johnstone
  - Concierto de cámara ‘Mar del Plata’ (2003)
- Lijst van accordeonconcerten op YouTube
  - Concerto for accordion and orchestra (2009/10)
- Lijst van accordeonconcerten op YouTube
- Erkki Jokinen (1941)
  - Concerto (1987)
- Þuríður Jónsdóttir (1967)
  - Installation around a heart (2005)
- Lijst van accordeonconcerten op YouTube
- Klaus Ib Jørgensen
  - Temperature (1993) opgedragen aan Geir Draugsvoll
- Miroslav Juchelka
  - Accordion Concerto (1954)
- Jurgis Juozapaitis (1942)
  - Ako-07 (2007)
- Federico Jusid (1973)
  - Bidaia (2020) opgedragen aan Iñaki Alberdi
- Unto Jutila (1944 - 1992)
  - Concerto in F opus 13 (1973)

## K
- Sławomir Kaczorowski (1956)
  - Koncert na akordeon i orkiestrę kameralną (1987)
- Giya Kancheli (1935)
  - Kápote for accordion, percussion, bass guitar and string orchestra (2006)
- Lijst van accordeonconcerten op YouTube
- Shigeru Kan-no (1959)
  - Semi-Concerto-Grosso I for Accordion and String Orchestra WVE 168-c (2001)
- Jan Kapr (1914-1988)
  - Koncert pro akordeon a malý orchestr (1981)
- Finnur Karlsson
  - Accordion Concerto (2020)
- Igor Katajev (1922)
  - Suita "ve starem stylu" pro varhany
- Leif Kayser (1919-2001)
  - 2 Tempi (1977)
- Tristan Keuris (1946-1996)
  - Chamber Concerto: for accordion and ensemble (1995) opgedragen aan Miny Dekkers
- Lijst van accordeonconcerten op YouTube
- Alexander Kholminov (1925)
  - Concerto (2009) opgedragen aan Friedrich Lips
- John Kinsella (1932)
  - Two slow airs (1993)
- Etienne Kippelen (1984)
  - Concerto traditionnel pour accordéon (2002)
- Herbert Kirmsse (1924-2016)
  - Festmusik (1962)
- Vilfred Kjaer (1906-1968)
  - Jubilesse infameuse (1957) opgedragen aan Mogens Ellegaard
- Lothar Klein (1932-2004)
  - Invention, Blues and Chase (1975) opgedragen aan Joseph Macerollo
- Jesper Koch (1967)
  - Symphonic movement for accordion and chamber orchestra (1993)
  - Concerto for Accordion and 15 Instruments (2003)
- Joyce Beetuan Koh (1968)
  - Divergent Plates (2003) opgedragen aan Frode Haltli
- Joseph Kolkovich (1957)
  - Concerto for Accordion and Orchestra (2009-10) opgedragen aan Peter Katina
- Lijst van accordeonconcerten op YouTube
- Anders Koppel (1947)
  - Concerto Piccolo (2009) opgedragen aan Bjarke Mogensen
  - Première recording CD Accordion Concertos (2012) Bjarke Mogensen, Danish National Chamber Orchestra, Rolf Gupta, conductor
- Lijst van accordeonconcerten op YouTube
  - Concerto no. 2 (2016) opgedragen aan Bjarke Mogensen
- Peter Paul Koprowski (1947)
  - Accordion Concerto (1993)
- Lijst van accordeonconcerten op YouTube
- Miloslav Kořínek (1925-1998)
  - Concerto for accordion and orchestra (1956)
- Paavo Korpijaakko (1977)
  - Metamorphoses, concerto for accordion and string orchestra (2005)
- Stanisław Kotyczka (1935)
  - Concerto for accordion and symphony orchestra (1974)
- Zygmunt Krauze (1938)
  - Koncert Akordeonowy (2016) opgedragen aan Maciej Frąckiewicz
- Andrzej Krzanowski (1951-1990)
  - Studium I for Accordion and Orchestra (1979)
- Przemysław Książek (1976)
  - Fantasia per fisarmonica e orchestra (1993)
- Veli Kujala (1976)
  - Shape-Shifter, for concert accordion and string orchestra (2018)
- Hanna Kulenty (1961)
  - E-motions : for accordion solo, strings and percussion (2011)
- Lijst van accordeonconcerten op YouTube
- Marek Kunicki (1980)
  - Das Erlebnis eines sorbische Mädchen for accordion and string orchestra (2006)
- Ladislav Kupkovič (1936)
  - Concerto in D Major for accordion and orchestra (1980)
- Giedrius Kuprevičius (1944)
  - Elegija Tėvynę palikusiems (Elegy to Those Who Left Their Homeland) voor accordeon en strijkorkest (2009) opgedragen aan Raimundas Sviackevičius
- Anatoly Kusyakov
  - Concert for bayan and chamber orchestra (1998)
- Larysa Kuzmenko (1956)
  - Concerto for accordion (1993) opgedragen aan Joseph Macerollo
- Timo-Juhani Kyllönen (1955)
  - Concerto for Accordeon and Symphony Orchestra No. 1 Op. 60 (2000/01)opgedragen aan Lasse Pihlajamaa

## L
- Julien Labro
  - Apricity – Concerto for Accordion & Orchestra (2015)
- Jiří Laburda (1931)
  - Concerto für Akkordeon und Streicher (1962)
- Lil Lacy (1985)
  - Aliento del mar (Breath of the Ocean) (2021) written for Bjarke Mogensen
- Daniel Lanwitts
  - Bayan & Beyond (2000) opgedragen aan Stas Venglevski
- Thomas Larcher (1963)
  - L’ homme au chapeau mou (2009) opgedragen aan Luka Juhart
- Aleksander Lasoń
  - Concerto "Harmonium" for amplified accordion and symphony orchestra (2000) opgedragen aan Marek Andrysek
- Marc Lavry (1903-1967)
  - Israeli Rhapsody for Accordion and Orchestra, Op. 317 (1963) opgedragen aan Yehuda Oppenheimer
- Ramon Lazkano (1968)
  - Itaun for accordion & orchestra (2003) opgedragen aan Iñaki Alberdi
- Hope Lee (1953)
  - Secret of the seven stars for strings, accordion and percussion (2012)
- Lijst van accordeonconcerten op YouTube
- Sigmund Lillebjerka (1931)
  - Concertino for accordion and chamber orchestra (2001)
- Hyunkyung Lim
  - Sudden Stop I a for Accordion and Orchestra (2004)
- Jukka Linkola (1955)
  - Tangon toinen kotimaa (1998)
- Kirmo Lintinen (1967)
  - Accordion Concerto (2015)
- Martin Lohse (1971)
  - In Liquid... (2009) opgedragen aan Bjarke Mogensen Première recording CD Accordion Concertos (2012) Bjarke Mogensen, Danish National Chamber Orchestra, Rolf Gupta, conductor
  - Concerto in tempi (2012)
- Piotr Londonov (1928 - 1981)
  - Concerto n° 2 (1971)
- Bent Lorentzen (1935)
  - Tivoli (2006) opgedragen aan Branco Djordevic
- Torbjörn Lundquist (1920 - 2000)
  - Concerto da camera, Akkordeon und Sinfonieorchester (1965) opgedragen aan Mogens Ellegaard
  - Intarzia, Akkordeon und Streichorchester (1968) opgedragen aan Mogens Ellegaard
  - Stockholm music, Akkordeon und Streichorchester (1971)
  - Zusammenspiel, Akkordeon und Orchester (1981)
- Philippe Lussiaa-Berdou (1969)
  - Hommage à Pierre Jansen (2015)opgedragen aan Alexandre Prusse
- Ben Lunn
  - Accordion Concerto Mandala (2012)
- Svyatoslav Lunyov (1964)
  - Pezzi della Piazza, Improvisations on themes by Astor Piazzolla for accordion and strings

## M
- Peter Machajdík (1988)
  - Gegen.Stand[1] (accordeon en orkest) (2019)
  - Double Bayan Concerto[2] (2 bajans en orkest) (2019)
- Riho Esko Maimets (1988)
  - Accordion Concerto (2015)
- Curt Mahr (1907-1978)
  - Konzert in a-moll für Solo-Akkordeon und Orchester opus 250
- Mikołaj Majkusiak (1983)
  - Concerto Classico accordion, symphony orchestra (2001)
  - Rhythms Games (2014)
- Arvydas Malcys (1957)
  - Koncertas akordeonui ir styginių orkestrui (2010)opgedragen aan Raimondas Sviackevičius
- Lijst van accordeonconcerten op YouTube
- Fred Malige (1895-1985)
  - Concerto in B (1942)
- Tera de Marez Oyens (1932 - 1996)
  - Linzer concert: for accordion and orchestra, (1990/91, revision 1992) opgedragen aan Alfred Melichar
- Lijst van accordeonconcerten op YouTube
- Adalbert Marković (1929)
  - Koncertantni trenutak (1997)
- Miklós Maros (1943)
  - Konzertsatz für Akkordeon und Streicher (1982)
  - Concertino mantice for accordion and strings (2012)
- Žibuoklė Martinaitytė (1973)
  - Breakthrough (Proveržis) Concerto in 3 Parts for accordion and chamber orchestra (2006) opgedragen aan Raimondas Sviackevičius
- Tauno Marttinen (1912-2008)
  - Concertino voor accordeon en strijkorkest op. 171 (1979)
- Jan Masséus (1913-1999)
  - Concertino opus 62 voor accordeon en jeugdorkest (1984) opgedragen aan Geppy Haarsma
- Jaroslav Maštalíř
  - Concertino for Accordion and Orchestra No. 1 (1956)
- Bruno Maurice
  - Cri de lame (2007)
- Edward McGuire (1948)
  - Accordion Concerto (1999) opgedragen aan Owen Murray
- Jan Meisl
  - Dances of Love and Passion, op.12 fantasy for bayan (accordion) and orchestra (2001)
  - The blue flame op. 16 (2003)
  - Concerto in A flat, op. 22 for bayan (accordion) and symphony orchestra (2007)
  - Five to twelve op. 54 (2009)
- Tadeusz Melon
  - Ansichtskarten aus Cottbus na akordeon i smyczki (2006)
- Remigijus Merkelys
  - Evacuation (2010) opgedragen aan Raimondas Sviackevičius
- Konstantin Miaskov (1921)
  - Concerto nr. 1 (1961)
  - Concerto for bayan and orchestra n° 2 (1971)
- Elma Miller (1954)
  - to light one candle (1989)
- Viktoras Miniotas (1963)
  - Concordeon (1993)
- Vilém Prokop Mlejnek (1906-1975))
  - Melancholický koncert pro akordeon a orchestr (1963)
- Michał Moc (1977)
  - Hommage à Piazzolla for accordion and symphony orchestra (2000)
  - Chordalians & Chordaliens (2004)
  - Fanfara per angelo (2010)
  - K’akko-Fonia na akordeon i orkiestrę smyczkową (2015) opgedragen aan Klaudiusz Baran
- Bodvar Drotninghaug Moe (1951)
  - Concerto for accordion and Sinfonietta (1999)
- Gerhard Mohr (1901 - 1979)
  - Konzert in b (1953) opgedragen aan Dietmar Walther
- Claudia Montero
  - Vientos del sur (2019) opgedragen aan Ksenija Sidorova
- Tobias Morgenstern (1960)
  - Vom Zustand der Welt, Scetches for accordion and sinfonic orchestra
- Luigi Morleo
  - Concerto per i Popoli for accordion and string orchestra (2008)
- Luca Mosca
  - Due momenti musicali per bayan e archi (2008)
- Piotr Moss (1949)
  - Koncert na akordeon i orkiestrę smyczkową (1987)
- Rudolf Müller
  - Concertino in G-Dur für Akkordeon und Streichorchester
- Benjamin de Murashkin (1981)
  - 10 Processes for accordion & 13 strings (2011)
- Raymond Murray Schafer
  - Concerto (1992/93) opgedragen aan Joseph Macerollo
- Matti Murto (1947)
  - Ariel, Concerto for accordion and chamber orchestra (1999)
  - Finnish pictures, Concerto no. 2 (2016)
- Konstyantyn Myaskov
  - Concert No. 1 in F minor for Bayan (Accordion) and Orchestra
  - Concert No. 2 in C minor for Bayan (Accordion) and Orchestra

## N
- Tadeusz Natanson (1927-1990)
  - Concertino (1966)
- Svend Hvidtfelt Nielsen (1958)
  - Ophelia Dances” (2012) opgedragen aan Bjarke Mogensen
- Marcus Nigschs (1972)
  - Konzert für Akkordeon und Orchester (2017)
- Mirosław Niziurski (1932-2015)
  - Concertino (1990)
  - Baroque triptych (1994)
  - Serenade (1998)
- Makoto Nomura (1968)
  - Konzert für Akkordeon und Streicher (2008) opgedragen aan Tomomi Ota
- Jörg Nonnweiler
  - Memento (1994)
- Pehr Hendrik Nordgren
  - Concerto op. 133 (2005) opgedragen aan accordeonist Mika Väyrynen
- Arne Nordheim (1931-2010)
  - Spur Concerto for accordion & orchestra (1975) opgedragen aan Mogens Ellegaard
  - CD Arne Nordheim Complete Accordion Works, Simax Classics PSC 1328 (2012), Frode Haltli, Norwegian Radio Orchestra, Christian Eggen, conductor
- Lijst van accordeonconcerten op YouTube
- Per Nørgård (1932)
  - Recall (1968, revised 1977) opgedragen aan Mogens Ellegaard
- Lijst van accordeonconcerten op YouTube
  - Première recording CD Accordion Concertos (2012) Bjarke Mogensen, Danish National Chamber Orchestra, Rolf Gupta, conductor
- Ib Nørholm (1931)
  - Spirales opus 97 (1986)
- Aleksander Nowak
  - Kurczęta i robot na akordeon, megafon i orkiestrę (2014) opgedragen aan Maciej Frąckiewicz
- Dieter Nowka (1924-1998)
  - Konzert für Akkordeon und Orchester

## O
- James Ogburn (1974)
  - Concerto for Accordion and Orchestra (2014) opgedragen aan Heidi Luosujärvi
- Lijst van accordeonconcerten op YouTube
- Branko Okmaca (1963)
  - Paraphrases (2010) opgedragen aan Franko Božac
- Lijst van accordeonconcerten op YouTube
- Krzysztof Olczak (1956)
  - Concerto for accordion and orchestra (1989)
- Lijst van accordeonconcerten op YouTube
- Fredrik Österling (1966)
  - Endymion - the sad (yet instructive) tale of a moonstruck young man (2012) opgedragen aan Andreas Borregaard
- Lijst van accordeonconcerten op YouTube

## P
- Steen Pade (1956)
  - Spindelvæv (Cobweb) (1987)
- Ruta Paidere (1977)
  - Fractures for string orchestra, accordion and vibraphone (2005)
- Oldřich Palkovský (1907-1983)
  - Koncert pro akordeon op. 35 (1961)
- Vito Palumbo (1972)
  - Accordion Concerto, for accordion, strings and percussions (2010) opgedragen aan Francesco Palazzo
- Krzysztof Penderecki (1933)
  - Accordion Concerto (version from Concerto Doppio), opgedragen an Maciej Frąckiewicz
- Lijst van accordeonconcerten op YouTube
- Paolo Pessina (1969)
  - Concerto for Accordeon and String Orchestra, Op.70 (2007) opgedragen aan Gianni Fassetta
- Lijst van accordeonconcerten op YouTube
- Gérard Pesson (1958)
  - Wunderblock (Nebenstück II) (2005) opgedragen aan Teodoro Anzellotti
- Mark Petering (1973)
  - Concerto for Bayan and orchestra (2008) opgedragen aan Stas Venglevski
- Carmelo Pino (1934)
  - Concertino for Accordion and Strings (1964)
- Wolfgang Plagge (1960)
  - Concerto for accordion and orchestra (1995)
- Efrem Podgaits (1949)
  - Lips-concerto for bayan and symphony orchestra (2001/02) opgedragen aan Friedrich Lips
  - Concerto for bayan №1 and chamber orchestra
  - Viva voce Concerto №2 for bayan and chamber orchestra (2006)
- Lijst van accordeonconcerten op YouTube
- Józef Podobiński (1925-1993) 
  - Suite for accordion and small symphony orchestra (1974)
- Jozef Podprocký (1944)
  - Concerto piccolo op. 32 (Hommage a A. Schönberg) (1991)
- Pekka Pohjola
  - Bayan for accordion and chamber orchestra (2002) opgedragen aan Veli Kujala
- Jean-Louis Poliart (1954)
  - Pays vert (1988)
- William Popp
  - Concerto for Accordion and String Orchestra
- Boris Porena (1927)
  - Auf der Suche (1995) opgedragen aan Claudio Jacomucci
- Vladimir Porotskiy (1944)
  - Concerto for Accordion and Orchestra
- Bogdan Precz (1960-1996)
  - Concerto for accordion and string orchestra (1992)
- Lijst van accordeonconcerten op YouTube
- Matjaž Predanič
  - Visions for Accordion and String Orchestra (2012) opgedragen aan Mirko Jevtović
- Sergio Prodigo (1949)'
  - Kammerkonzert n° 3 op. 94 (1989)
- Bronislaw Kazimierz Przybylski (1941-2011)
  - Children Concerto (version 2)
  - Four Kurpie Nocturnes (version 8) for accordion and string orchestra
  - Concerto polacco per fisarmonica e orchestra (1973)
  - Concerto Classico for accordion and orchestra in three movements (1986)
- Lijst van accordeonconcerten op YouTube
  - Re-construction [wersja I] na akordeon i orkiestrę (1999)
  - A Little Concerto [version I] for accordion and strings (2005)
- Dariusz Przybylski (1984)
  - ... denn ich steure mit meinen Genossen über das dunkle Meer zu unverständlichen Völkern...Concerto for accordion and orchestra op. 67 (2011) opgedragen aan Maciej Frąckiewicz
  - Murals. Hommage a Mark Rothko (2014)
- Kazimierz Pyzik (1955)
  - Holomorfic figures concerto fantasia (1988)

## R
- Nikolai Reczmenskij
  - Concerto pour accordéon
- Helmut Reinbothe (1929-1991)
  - Konzert nach Motiven aus dem Vogtland für Akkordeon, Schlagzeug und Streichorchester (1982)
- Franz Reinl ((1903-1977)
  - Concertino, voor accordeon en kamerorkest
- Jean-Marie Rens (1955)
  - Concerto pour accordéon et orchestre (2011) opgedragen aan Christophe Delporte
- Albin Repnikov
  - Concerto for bayan and orchestra no. 1 (1962)
  - Concert Poem for bayan and orchestra (1966)
  - Concerto no. 3
- Riccardo Riccardi ((1954)
  - Concerto (1987)
- Rolf Riehm (1937)
  - Rebuilding the Death of Orpheus (2001) opgedragen aan Teodoro Anzellotti
- Nikolai Rizol (1919 - 2007)
  - Concerto
- Kasper Rofelt (1982)
  - Twisted tango (2010) opgedragen aan Bjarke Mogensen
- Corrado Rojac
  - La cascata sommersa per fisarmonica ed orchestra d’archi (1999)
- Uros Rojko
  - Concerto Fluido (2001/03) opgedragen aan Stefan Hussong
- Martin Romberg
  - Symphonic poem for accordion and orchestra after the Indian comic by Shamik Dasgupta and Abhishek Singh (2013) opgedragen aan Rune Larsen
- Lijst van accordeonconcerten op YouTube
- Aldemaro Romero (1928-2007)
  - Soavecito for accordion and string orchestra (2003)
- Richard Romiti (1943)
  - Concerto for accordion, strings, harp and percussion (1975)
- Niels Rosing-Schow (1954)
  - Granito y arco iris (1999)
- Fabrizio De Rossi Re (1960)
  - Slow dance, danzetta lenta e molle delle piccole fate (Omaggio a Verdi) (2001) opgedragen aan Ivano Battiston
- Bernhard Rövenstrunck (1920)
  - Responsorien (1970)
- Pál Rózsa (1946) 
  - Concerto da Camera n° 3 op. 386 (2001)
- Bernd Ruf (1964)
  - Accordion Concerto (2014)
- Wim de Ruiter (1943)
  - Accordeonconcert (1988) opgedragen aan Christine Rossi
- Volodymyr Runchak (1960)
  - Vladislav Passion, symphony for accordion and orchestra (1988) opgedragen aan Pavlo Fenyuk
- Terje Rypdal (1947)
  - A.B.C. or "Adventure" - "Bedtime Story" - "Celebration" for accordion and orchestra op. 22 (1981)

## S
- Guillaume Saint-James
  - Sketches of Seven, concerto pour accordéon (2017) opgedragen aan Didier Ithursarry
- Aulis Sallinen (1935)
  - Kamermuziek V "Barabbas Variations" voor solo-accordeon en strijkorkest, Op. 80 (2000) opgedragen aan Matti Rantanen
- Pavel Samiec (1984)
  - Concerto pro akordeon a orchestr (2008/09)
  - Skici (Sketches) pro akordeon a symfonický orchestr (2013)
- José-María Sánchez-Verdú (1968)
  - Memoria del blanco (2013) opgedragen aan Iñaki Alberdi
- Murl Allen Sanders
  - Accordion Concerto No. 1 (2003)
  - Accordion Concerto No. 2 (2007)
- Alessandro Sbordoni
  - Sirius, for bayan and orchestra (2010)
- Bogusław Schaeffer (1929)
  - Concerto for accordion and orchestra (1984)
- Ole Schmidt (1928-2010)
  - Symphonic Fantasy and Allegro op. 20 (1958) opgedragen aan Mogens Ellegaard
  - CD Contemporary Danish Accordion Music, Point, PCD 5073 (1987), Mogens Ellegaard, Danish Radio Symphony Orchestra, Ole Schmidt, conductor
  - CD Accordion Concertos (2012) Bjarke Mogensen, Danish National Chamber Orchestra, Rolf Gupta, conductor
  - Accordion Concerto Nr.2 op. 27 (1964)
- Joachim Schneider
  - Double concerto for concert accordion, quarter tone accordion and chamber orchestra (2010) opgedragen aan Veji Kujala
- Kurt Schwaen (1909-2007)
  - Concerto da camera für Akkordeon und Streichorchester (1985)
- Salvatore Sciarrino (1947)
  - Il giornale della necropoli for accordion and orchestra (2000) opgedragen aan Teodoro Anzellotti
  - Storie di altre storie (2004) opgedragen aan Teodoro Anzellotti
- Patrice Sciortino (1922)
  - Transformes (1990)
- Viatcheslav Semionov (1946)
  - Frescoes
- Lijst van accordeonconcerten op YouTube
- Anatolijus Šenderovas
  - ...ad Astra (2008) opgedragen aan Geir Draugsvoll
  - Song of Shulamit (version 2) (2011) opgedragen aan Bjarke Mogensen
- Nina Šenk (1982) 
  - The journey for accordion and string orchestra (2011)
- José Serebrier
  - Passacaglia and perpetuum mobile, voor accordeon en kamerorkest (1966)
- Tatiana Sergeyeva (1951)
  - Concerto (2020)
- John Serry Sr.
  - American Rhapsody (1955)
  - Concerto in C Major for Bassetti Accordion (1968) opgedragen aan Julio Giulietti
- Igor Shamo (1925-1982)
  - Concert for bayan and string orchestra (1981)
- Lijst van accordeonconcerten op YouTube
- Bashkim Shehu (1952)
  - Aproksimato no. 2 "Zujalica" for bayan and symphony orchestra opgedragen Franko Božac
- Edward Sielicki
  - L'estro fisarmonico Concerto for accordion and string orchestra (2012/13)
- Cristóvão Silva (1969)
  - Concerto for accordion and orchestra (2008)
- Max Simoncic
  - Accordion Concerto, opgedragen aan Peter Soave
- Pero Šiša
  - Sad Butterfly - for accordion and orchestra
- Erlend Skomsvoll
  - Concerto for accordion and symphonic band (2004) opgedragen aan Øivind Farmen
  - CLASHES, a diversimigrational concerto for accordion soloist and string orchestra (2016) opgedragen aan Ida Løvli Hidle
- Jan Slimáček (1939)
  - Concertino pro akordeon, elektravox a orchestr ( 1971)
- Sergei Slonimsky (1932-2020)
  - Slavonian Concerto (2016)
- Raoul de Smet (1936)
  - Concerto "Fin de siècle" (2000)
- Gundega Šmite (1977)
  - Concerto for accordion & orchestra (2016) opgedragen aan Artūrs Noviks
- Wladislaw Solotarjow (1942-1975)
  - Konzert no. 1 für Bajan und Orchester (1966) opgedragen aan Friedrich Lips
  - Konzert no. 2 opgedragen aan Friedrich Lips
- Bent Sørensen (1958)
  - It is pain flowing down slowly on a white wall (2010)
- Gerhard Stäbler (1949)
  - el camino – una fiesta – el camino? (2007)
- Andry Stashevsky
  - Concerto for Button Accordion (Bayan) and Orchestra
- Gregory Stone (1900-1991)
  - Concerto Breve (1958)
- Svetozár Stračina (1940)
  - Variácie (1963)
- Herman Strategier (1912-1988)
  - Concert voor accordeon en orkest (1969)
- Lijst van accordeonconcerten op YouTube
- Willem Strietman (1918-2001)
  - Musiquettes III voor accordeon en strijkorkest (1984)
- Aurel Stroe (1932-2008)
  - Concerto (2001)
- Marco Stroppa (1959)
  - Like milk split (2008) opgedragen aan Teodoro Anzellotti
- Meiro Sugahara (1897-1988) (pseudoniem Meireau Soegaharat)
  - Symphonic Concerto, voor accordeon en orkest (1979)
- Morris Surdin (1914-1979)
  - Concerto for accordion and string orchestra (1966) opgedragen aan Joseph Macerollo
  - Concerto no. 2 (1976) opgedragen aan Joseph Macerollo
  - 6 pieces in search of a sequense (1979)
- Esko Syvinki (1943)
  - Concerto for Accordion and Orchestra opus 10 (1984) opgedragen aan Matti Rantanen
- Józef Świder (1930)
  - Suite for accordion and string orchestra (1979)
- Jerzy Szczyrba (1945)
  - Koncert na akordeon i orkiestrę (1993)
- Aleksander Szeligowski (1934 - 1993)
  - Concerto for children in old style (1976)

## T
- Yūji Takahashi (1938)
  - Mi, chamber concerto (2000) opgedragen aan Mie Miki
- Yoav Talmi (1953)
  - Elegy (Dachau Reflections) (1997)
- Mladen Tarbuk (1962)
  - Accordion concerto (2012) opgedragen aan Ivan Sverko
- Jukka Tiensuu (1948)
  - Plus V (1994) opgedragen aan Matti Rantanen
  - Spiriti (2005) opgedragen aan Mikko Luoma
  - Anomal Dances Concerto for quarter-tone accordion and orchestra (2015) opgedragen aan Veli Kujala
- František Tomášek (*1985) 
  - Concerto pour accordéon et orchestre (2009)
- Jesús Torres (1965)
  - Concierto para Acordéon (2004/05) opgedragen aan Iñaki Alberdi
- Pavel Trojan (1956)
  - Impressions (version 2) for vibraphone, accordion and piano (or string orchestra) (2008)
- Václav Trojan (1907-1983)
  - Pohádky pro akordeon a orchestr (1959)
- Lijst van accordeonconcerten op YouTube
  - CD Fairy Tales, Champs Hill Records (2013) Ksenija Sidorova, BBC National Orchestra of Wales, Clark Rundell, conductor
- Jan Truhlář (1928-2007)
  - Scherzo for Accordion and String Orchestra op. 26 (1968)
  - Formace op.47 pro akordeon a velky orchestr (1975)
- Alfrēds Tučs (1927-2006)
  - Variations on the Latvian folk song Pieci gadi ganos gāju (Five Years I Herded - version 2) (1972)
- Erkki-Sven Tüür (1959)
  - Prophecy (2007) opgedragen aan Mika Väyrynen
- Sygvald Tveit (1945)
  - Concerto for accordion and symphonic band (1993)
- Ivan Tylňák (1910-1969)
  - Maly koncert pro akordeon a orchestr op. 26 (1968)

## U
- Paolo Ugoletti (1956)
  - Accordion Concerto (2009)

## V
- Miloš Vacek
  - Vzpominky Stareho klauna pro akordeon a orchestr / Memories of the Old Clown for Accordion and Orchestra (1989)
- Gunnar Valkare (1943)
  - Viaggio, concert voor accordeon en strijkorkest (1996)
- Gabriele Vanoni (1980)'
  - Elegia (2016)
- Angel Vazquez Puente (1939)

Concierto n° 1 op. 9 (1985) 
- Anna Veismane (1979)
  - Why me? (version 1) (2010) opgedragen aan Oleg Vereschaghin
- Janco Verduin (1972)
  - Kaleidophonia I (2012)
- Romano Viazzani (1966)
  - Valceno, Concerto for Accordion and Orchestra (2000/01)
- Gerard Victory (1921 - 1995)
  - Concerto for Accordion and Orchestra (1968) opgedragen aan Mogens Ellegaard
- Jan Vídeňský
  - Concerto for accordion and orchestra
- Patrik Vidjeskog (1964)
  - Concert piece for accordion and small orchestra (2003)
- Heitor Villa-Lobos (1887-1959)
  - Harmonica Concerto, W524 (1955), geschreven voor mondharmonicaspeler John Sebastian
- Alejandro Vivas
  - Concierto Indálico
- Victor Vlasov (1936)
  - Infinito, for accordeon and chamber orchestra
  - Concerto-symphony for bayan and chamber orchestra
  - Odessa Album Leaf, piece for accordion and chamber orchestra
- Kirill Volkov (1943)
  - Concerto for a bayan and a small symphonic orchestra (1972)
- Aleksandra Vrebalov
  - Forgotten Anthems IV (2018)
- Lijst van accordeonconcerten op YouTube
- Huub de Vriend (1954)
  - Het Zwanenei Voor accordeon en klein orkest (2005)

## W
- Andrew Walter (1914-1978)
  - Reflections (1958)
- Fried Walter (1907-1996)
  - Pastelle-Suite, voor accordeon solo en strijkorkest (1990)
  - Akkordeon-Konzert (1990)
- John Webb (1969)
  - Concerto for classical accordion, strings and clarinet (1997)
- Sven Erik Werner (1937)
  - Meantime (1995)
- Jean Wiener (1896-1982)
  - Concerto pour accordéon et orchestre (1962) opgedragen aan Gilbert Roussel
- Lijst van accordeonconcerten op YouTube
- Jerzy Wiercinski (1961)
  - Concerto for accordion and orchestra
- James Williamson (1984)
  - The Hole of Horcum, accordion concerto (2008) opgedragen aan Franko Božac
- Tomas Winter (1954)
  - Gömställen (2002/03)
- Julia Wolfe (1958)
  - Accordion Concerto ("True Love") (2006)
- Miłosz Wośko (1979)
  - Relacje (2015)
- Gerhard Wuensch (1925-2007)
  - Concerto Grosso opus 77 (1979)
- Alexander Wustin (1943)
  - Das Verschwinden (1997)
- Jos Wylin
  - Concerto Piccolo for Accordion en Chamber Orchestra
- Lijst van accordeonconcerten op YouTube

## Y
- Omar Yagoubi (1957)
  - Concerto des deux mondes (2011)
- Aliaksandr Yasinski
  - Adzinota i mara (Loneliness and Dream) (2014) for symphony orchestra, drumkit and solo accordion
  - Concerto for accordion and strings (2013)
- Lijst van accordeonconcerten op YouTube
- Fumio Yasuda (1953)
  - Accordion Concerto (2002/04) opgedragen aan Teodoro Anzellotti

## Z
- Eugene Zádor (1894-1977)
  - Accordion Concerto (1972) opgedragen aan Anthony Galla-Rini
- Artur Zagajewski (1978)
  - Lichtspiele in der Oberkirche for accordion and string orchestra (2006)
- Marģeris Zariņš (1910-1993)
  - Concerto innocente (1969)
- Hermann Zilcher (1881-1948)
  - Bayerische Suite for accordion and orchestra, Op. 98 (1942)
  - Konzert für Akkordeon und Streichorchester op. 114 (1947)
- Moshe Zorman (1952)
  - Horah Dance (2005)
- Lijst van accordeonconcerten op YouTube

1. ↑  Gegen.Stand. Gearchiveerd op 27 maart 2023.
2. ↑  Double Bayan Concerto. Gearchiveerd op 27 maart 2023.